# Вірменський квартал (Єрусалим)
Вірменський квартал (вірм. Հայկական թաղամաս Айкакан т'к. агамас; івр. הרובע הארמני ХаРова ХаАрмени; араб. حارة الأرمن Харат аль-Арман) — найменший з чотирьох кварталів Старого міста Єрусалима, займає площу в 0,126 кв. км, що становить 14 % всієї території Старого міста. Вірменський квартал розташований у південно-західній частині Старого міста, на південь від Яффських воріт, між вежею Давида і горою Сіон. Вважається, що він розташований на місці палацу царя Ірода Великого. З заходу і півдня Вірменський квартал захищають стіни Старого міста, з півночі він межує з Християнським кварталом (відділений від нього вулицею Давида), а зі сходу — з Єврейським кварталом (відділений від нього вулицею Хабад). У Вірменський квартал можна потрапити через Яффські і Сіонські ворота. Чисельність і щільність населення — найменша серед усіх чотирьох кварталів.
Незважаючи на маленькі розмір та чисельність населення кварталу, вірмени зберігають незалежність у Старому місті. Єрусалимський патріархат Вірменської апостольської церкви, заснований в VII столітті в статусі єпархії, незалежний від інших християнських установ у Єрусалимі. Патріархат розташовується в центрі кварталу в соборі святого Якова; на його залізних воротах написано: «Ці ворота споруджено з почину патріарха Крикора 1646 року». Патріархат володіє як землею в кварталі, так і значною власністю в інших місцях.

## Історія

### Походження
Перші вірменські поселенці з'явилися в Єрусалимі, імовірно, вже в кінці I століття. На початку IV століття Вірменія, за царя Трдате III, стала першою країною, що прийняла християнство як державну релігію. Згідно зі свідченнями, вже в IV столітті після виявлення в Єрусалимі християнських святих місць, в місті оселилося багато вірменських ченців. У цьому столітті вже споруджувалися вірменські церкви (вважається, що зведення монастиря Св. Якова почалося також у IV столітті). Невеличка громада ченців і прочан проживала на горі Сіон, у Сіонській світлиці. Таким чином, єрусалимська вірменська діаспора вважається найстарішою з тих, що існують. У середині V століття вже функціював вірменський скрипторій. Світська громада, що складалася з торговців і ремісників, сформувалася в VI столітті в кварталі гори Сіон, де існувала вірменська вулиця (Ruda Armeniorum)..

### Візантійський, арабський та мамлюцький періоди

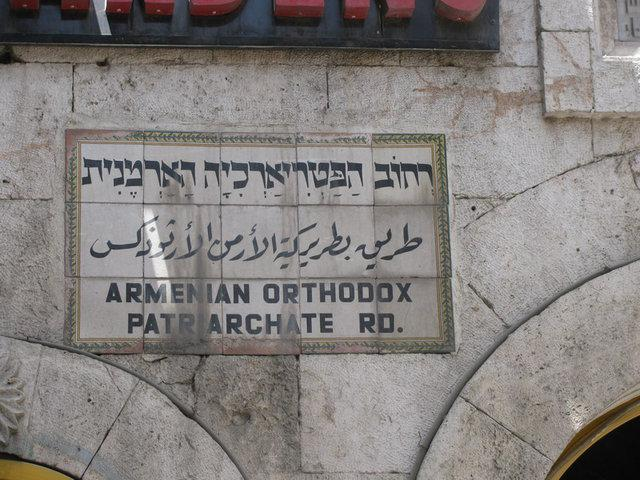

На Першому Двінському соборі (506 рік) Вірменська церква відокремилася від решти християнського світу, відкинувши двоїсту природу Христа, узаконену Халкедонським собором 451 року. Таким чином вірмени виявилися в прямій конфронтації з могутньою Візантійською імперією. Імператор Юстиніан (527—565) переслідував монофізитів-вірмен, які вважалися єретиками, примушуючи їх покинути Єрусалим. Власність громади Вірменської Церкви конфіскували, а саму її — вигнали.
Коли 637 року візантійці поступилися Єрусалимом Праведному халіфату, Вірменська Церква, прагнучи повернути втрачене, визнала владу халіфа Умара ібн Хаттаба, що завоював місто, і погодилася після повернення в Святе Місто платити подушний податок. До цього моменту в Єрусалимі був єдиний християнський єпископ; 638 року вірмени проголосили свого власного архієпископа Авраама.
З приходом в Єрусалим хрестоносців громада стала розростатися, утворивши етнічний квартал в тому місці, де він знаходиться зараз. В середині XII століття було востаннє розширено монастир св. Якова, що домінує над кварталом і став центром вірменської громади Єрусалима. Квартал поступово сформувався навколо Собору. 1311 року, під час правління мамлюків, архієпископ Саркіс (1281—1313) прийняв титул патріарха, згідно з декретом султана Мухаммада ан-Насіра.

Якщо за влади фатимідських султанів вірменські християни страждали рівною мірою з іншими громадами, то у період мамлюцького правління (1250—1517) вони набули привілейованого становища. В 1340-х роках вірменам було навіть дозволено побудувати навколо свого кварталу стіну. Це було важливим знаком того, що мамлюцькі правителі не відчували загрози з боку кварталу, оскільки руйнування стін було для тієї влади стандартом — як спосіб запобігти поверненню хрестоносців. Мамлюцький уряд також вирізав на західному вході до кварталу декларацію арабською мовою такого змісту:
 Палестинський історик Муджир аль-Дін дав детальний опис доосманського Єрусалима 1495 року. Він згадує Дір ель-Арман (Монастир вірмен), або Канісат Мар Я'куб (собор св. Якова), «розташований посередині південної частини Вірменського кварталу, як він визначався в XIX столітті. Вірменський квартал (Харет ель-Арман майбутніх століть) був унікальним серед кварталів Єрусалима тим, що був громадою, яка розвивалася протягом багатьох років навколо Вірменського монастиря».

### Османський, британський і йорданський періоди

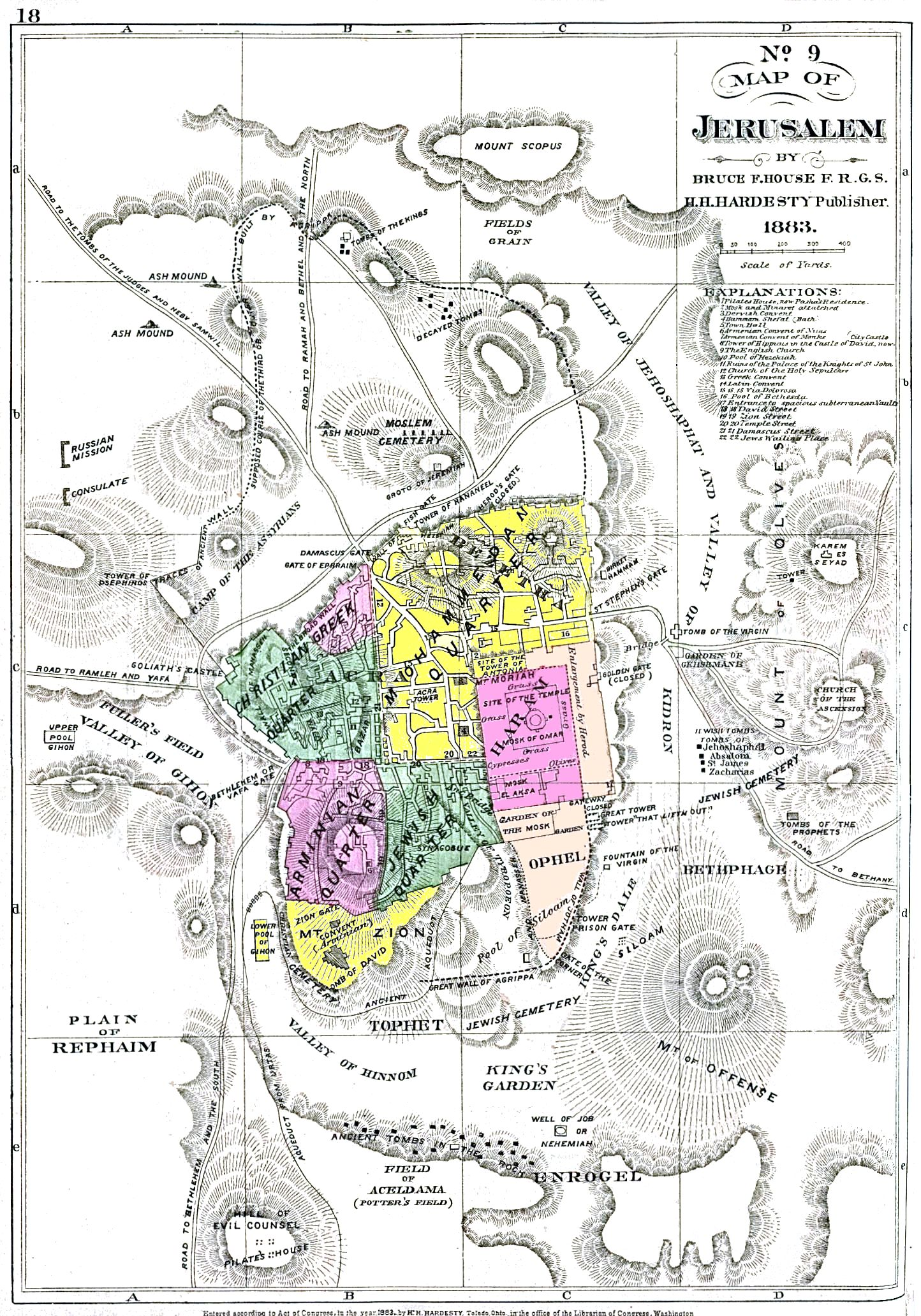
Карта Старого міста 1883 року, показує чотири квартали

Під османським керуванням Єрусалим перетворився в космополітичне місто, де було успішно реалізовано релігійну толерантність, а розумному османському адмініструванню вдавалося підтримувати порядок у релігійних відмінностях між ворогуючими християнськими церквами і мусульманами. В Отоманський період (1517—1917) вірменська громада також уміла знаходити спільну мову з турецькою владою. Карк і Орен-Нордгейм писали: «У Вірменському кварталі, хоча і християнському, було представлено окрему етнічну групу зі своєю власною мовою і культурою, що мала намір зберегти власну ідентичність і спільність і мінімізувала контакти з арабами і османською владою через страх переслідувань». Однак вірменська громада Єрусалима була арабськомовною (окрім вірменської або європейських мов), і самоототожнювалася з палестинським суспільством.

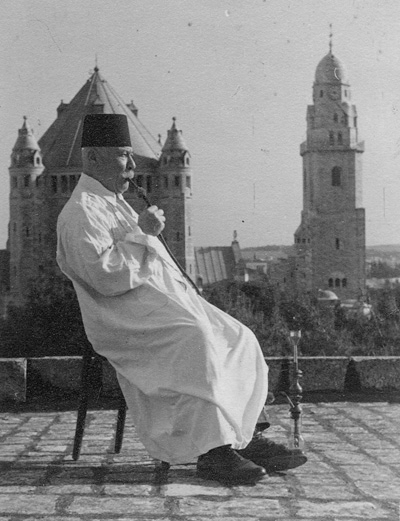
Вірменський священик у Єрусалимі (близько 1900 року)

1538 року згідно з розпорядженнями Сулеймана Пишного було завершено будівництво нинішніх стін Єрусалима. Ці стіни, поряд із внутрішніми стінами, спорудженими вірменами, визначили конфігурацію кварталу. У XVII—XVIII століттях Вірменський квартал розширювався і досяг сьогоднішніх меж; до XIX століття він набув свого сучасного вигляду. У XIX столітті у більшої частини Вірменського і Християнського кварталів були «щипцеві дахи в європейському стилі», на відміну від куполів, що переважали в Мусульманському та Єврейському кварталах. 1833 року вірмени встановили перший у місті друкарський верстат, а 1857 року відкрили духовну семінарію. 1855 року у Вірменському кварталі було засновано першу в Єрусалимі фотомайстерню. Школи для хлопчиків (1840) і дівчаток (1862) були об'єднані 1869 року під назвою «Школа Святих Перекладачів», яка стала першою в Єрусалимі школою зі спільним навчанням.
Під час першої світової війни Єрусалим захопила Британія; британська окупація тривала до 1948 року. Обидві наступні Палестині війни завдали громаді непоправної шкоди.
Під час війни за незалежність Ізраїлю у Вірменському кварталі знайшли притулок багато вірмени зі всієї Палестини. Квартал постраждав від бомбардувань; для його захисту сформували вірменську цивільну гвардію, озброєну «кустарною зброєю». Під час війни загинуло понад 40 вірмен; багато вірмен покинули Єрусалим. Після війни всі чотири квартали Старого міста опинилися під контролем Йорданії. Йорданський закон вимагав, щоб вірмени та інші християни «в приватних християнських школах приділяли однакову кількість часу Біблії і Корану», і обмежував зростання церковної власності.

### Ізраїльський період

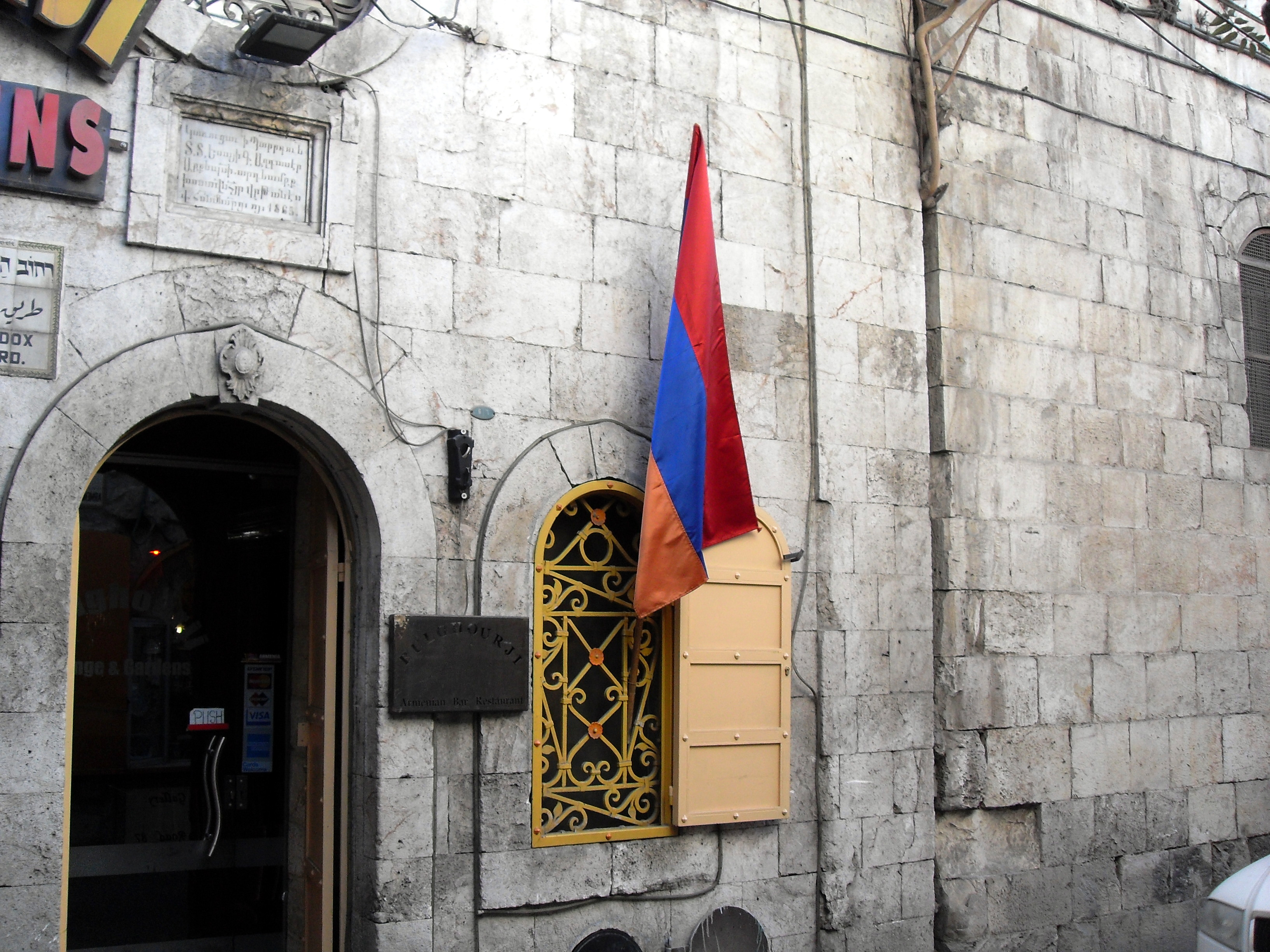
Прапор Вірменії

Під час Шестиденної війни 1967 року квартал опинився в зоні інтенсивних бомбардувань, що викликали численні жертви й руйнування. Багато порожніх будівель відійшли Єврейському кварталу. Проте, в пам'яті жителів кварталу Шестиденна війна запам'яталася дивом, після того, як всередині Вірменського монастиря знайшли дві бомби, що не розірвалися.
Після війни 1967 року Старе місто Єрусалима потрапило під контроль Ізраїлю. Ізраїльський уряд надав компенсацію на ремонт усіх без винятку церков або святих місць у Вірменському кварталі, пошкоджених під час боїв, незалежно від того, хто заподіяв ушкодження.
Вірменський архієпископ Шаху Аджамян, що мав тісні зв'язки з ізраїльськими муніципальними чиновниками, продав уряду Ізраїлю «цінну власність у Західному Єрусалимі і на території на захід від стін Старого міста», що знаходилася у власності Вірменського Патріархату (більшу частину якої здали Єврейському національному фонду або девелоперам), щоб зробити можливим сучасний мальовничий ландшафт. 1981 року вибухнув громадський скандал, коли спроба патріархату замінити Аджамяна натрапила на втручання з боку ізраїльського уряду. Пізніше виявили, що Аджамян, поряд з районним керуючим Єрусалима, були «залучені до отримання хабарів, контрабанди і валютних зловживань».
Зараз[коли?] вірменська громада Єрусалима залишається згуртованою і енергійною. Нині її складають переважно люди творчих професій — художники, фотографи, майстри срібних і гончарних справ. Вірменська декоративна кераміка з Єрусалима славиться по всьому світу. Серед студентів і викладачів Єврейського університету в Єрусалимі (Єрусалимський Університет) в даний час близько 150 вірмен, частково — жителів Вірменського кварталу Єрусалима.
Саймон Ґолдгілл пише, що Вірменський квартал, «на відміну від інших кварталів, є формально організованою, високо консервативною, внутрішньо зорієнтованою спільнотою, товсті стіни і закриті двері якого ретельно оберігають її замкнутість». Вірменський квартал «згуртований — деякі сказали б „ізольований“ — і змішані шлюби в ньому рідкісні». Духовним центром кварталу залишається собор святого Якова, відомий святинею, шанованою, як гробниця Якова, першого єпископа Єрусалима. Патріархат, який є de facto адміністратором кварталу, «виконує функцію міні-держави загального добробуту». При Патріархаті діє музей і бібліотека, в якій налічується понад 30 тис. книг; деякі манускрипти відносяться до XIII століття. Квартал славиться також бібліотекою Галуста Гульбекяна, знаменитого мецената, який багато зробив для громади в першій третині XX століття. У кварталі є національні школи, працює багато магазинів.

## Демографія

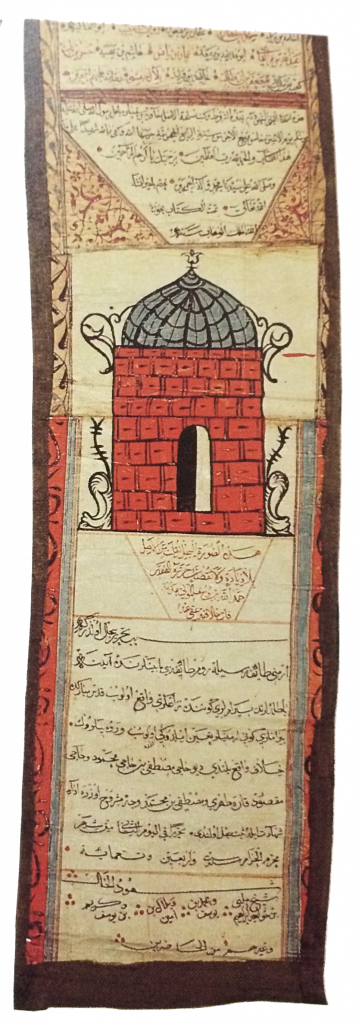
Фірман виданий Салах ад-Діном вірменам Єрусалиму після облоги міста 1187 року

В документах 1562-63 років зазначено всього 189 вірмен; в 1615-16 роках, за літописцем Симеоном Лехаці, в Єрусалимі жили лише близько 12 вірменських сімей. Згідно з документами 1690 року, османи нарахували в Єрусалимі 640 вірмен — зростання на 239 %. Настільки різке зростання приписується урбанізації, якої зазнали вірмени та інші християни. Таким чином, до 1690 року вірмени стали складати 22,9 % від загальної кількості християн Єрусалима, перетворившись на другу за чисельністю християнську громаду.
У 1883 році 102 вірменські родини становили третю за величиною (8 %) християнську громаду Старого міста, після греко-православних і латинських християн. Крім цих жителів, того ж року в монастирі святого Якова мешкали 46 вірменських священиків і ченців і 55 чоловік обслуги. Згідно з османським переписом Старого міста 1905 року, населення Вірменського кварталу становило 382 особи, з яких вірмени становили менше однієї третини (121 особа, або 31,7 %). Євреї (127 осіб) становили 33,2 %, християни (94 особи) 24,6 % і мусульмани (40 осіб) — 10,5 %. Євреї, чисельність яких трохи перевищувала чисельність вірмен, «жили в його східній частині, що стала в другій половині дев'ятнадцятого століття західною частиною» Єврейського кварталу.
Перед Першою Світовою війною в Палестині проживало близько 2-3 тисяч вірменів, переважно в Єрусалимі. У Вірменському кварталі до початку XX століття проживали переважно релігійні вірмени; від 1915 року почалося швидке заселення Вірменського кварталу світськими людьми, що втекли з Османської імперії. Тисячі вижилих після геноциду вірмен з Кілікії (вілайєт Адана) знайшли притулок у кварталі починаючи з 1915 року і далі; різке зростання чисельності громади було відзначено після геноциду вірмен у Західній Вірменії 1917 року — за рахунок біженців з півночі Туреччини. Не виключено, однак, що самих єрусалимських вірменів врятувало від загроз захоплення Єрусалима британцями 1917 року. Вважається, що 1925 року у усій Палестині проживало 15000 вірменів, більшість з них — у Єрусалимі (однак, британський перепис 1931 року показав лише 3524 вірмен у всій Палестині). В період мандата їх чисельність, за оцінками, досягла 20000 чоловік. 1947 року близько 1500 вірмен з Палестини репатріювалися в Радянську Вірменію, позначивши тим самим початок тривалого занепаду вірменської спільноти Єрусалима. Найбільша кількість вірменів, що проживали в Єрусалимі, становила 16 тис. (1948 рік).
Під час і після Шестиденної війни більшість сімей залишили місто. Через відсутність довгострокового політичного вирішення палестино-ізраїльського конфлікту для Східного Єрусалима і «відчутої ними самотності», число вірмен у Старому місті від 1967 до 2006 року зменшилася майже наполовину, з 1598 осіб до 790 осіб. Тим часом, чисельність мусульманського населення збільшилася від 16681 до 27500 осіб, а єврейського — від 0 до 3089 осіб. Згідно з Цолагом Момжяном, почесним вірменським консулом у Єрусалимі, за інформацією на 2009 рік у Вірменському кварталі жили близько 600 вірмен (з 2000 вірмен, що проживали в Єрусалимі в цілому). У статті від 2011 року чисельність вірмен у Вірменському кварталі оцінюється всього в 500 чоловік. Під час перепису населення Ізраїлю 1972 року вірмени зберігали «найвищий рівень житлової сегрегації» у Старому місті, 89,2 % з них проживали у Вірменському кварталі.
Незважаючи на різке зниження чисельності вірмен, «перебування в Єрусалимі їхніх церковних органів управління забезпечує постійну присутність у місті певної кількості священнослужителів і деякого числа мирян». Вірмени, що живуть у межах Вірменського кварталу, в цілому поділяються на три категорії. Перша складається з ченців та священнослужителів (у 2002 році близько 50 осіб), що живуть у монастирі. Миряни поділені на дві групи: ті, хто живе на монастирській території, і ті, хто живе у Вірменському кварталі, але поза монастирських стін. Всередині монастирських стін проживає близько двох третин мирян. Вони відомі серед сусідів, як ванкеці (վանքեցի, буквально «монастирські»); 2002 року їх налічувалося до 700 осіб. Вони не платять за житло, або платять символічні суми Патріархату. Тих, хто живе поза монастирських стін, називають кагхакеці (քաղաքեցի, буквально «міські»). Їх родоводи йдуть углиб століть. Вони платять тільки муніципальні податки.
2013 року чисельність вірмен у всьому Єрусалимі становила від 1000 до 3000) осіб, з них у Вірменському кварталі — не більше 500. Деякі мешкають у кварталі тимчасово, навчаючись у семінарії або працюючи церковними функціонерами. З кожним роком Вірменський квартал дедалі більше перетворюється з місця проживання на місце роботи або навчання. Особливо це стосується молоді (і не тільки), багато сімей купили собі квартири в нових комфортабельних районах Єрусалима з сучасною інфраструктурою і зручною стоянкою для машин. Тільки в єрусалимському районі Пісгат-Зеєв проживають більше 200 вірмен, де в місцевому матнасі (культурному центрі) існує секція з вивчення вірменської культури і мови.
За даними святкового буклету Єрусалимського муніципалітету до 48-ї річниці об'єднання міста (15.05.2015) в Єрусалимі проживає 5,5 тис. вірмен. Велика частина з них — поза стінами Старого міста і значна їх частина проживає в спільних єврейсько-вірменських сім'ях, що репатріювалися в Ізраїль після 1990 року. Багато єрусалимських вірменів, особливо під час свят, активно відвідують вірменські церкви і собор святого Якова у Вірменському кварталі Старого міста.

## Політичний статус
—Catholic Near East Welfare Association, 1992.
Більшість вірмен, що проживають у кварталі, мають ізраїльське громадянство (як і майже всі вірмени Єрусалима, що живуть поза стінами Старого міста). Невелика частина мають статус «постійні мешканці Єрусалима», що дає їм той самий економічний статус і привілеї, але не дозволяє голосувати на виборах до ізраїльського парламенту (Кнесету).. З кожним роком число вірмен, що не мають ізраїльського громадянства, скорочується. Жителі Вірменського кварталу активно беруть участь у виборах до Кнесету: на виборах 17 березня 2015 року на двох виборчих дільницях кварталу проголосувало понад 70 % жителів (більше, ніж у середньому по Ізраїлю). У минулому газета The Jerusalem Post повідомляла, що ізраїльська бюрократія «вважає єрусалимських вірмен палестинцями, що означає безкінечні зволікання під час отримання документів і труднощі в аеропорту».
Згідно з Reuters, Вірменський патріархат на словах «поділяє погляд, якого дотримуються, переважно, палестинці-мусульмани», але насправді вдячний ізраїльській поліції і армії за захист і безпеку Вірменського кварталу. Починаючи з 90-х років жителі Вірменського кварталу втрачають економічні зв'язки з арабським населенням і все більше інтегруються в ізраїльське суспільство, як соціально, так і в питаннях спільного ведення бізнесу. Серед жителів Вірменського Кварталу з'явилися будівельні підрядники, власники страхових компаній, власники готелів і ресторанів у різних районах Ізраїлю. Особливо це стосується молоді, зокрема чималої кількості вірмен, студентів і викладачів Єврейського університету в Єрусалимі і Музичної академії ім. Рубіна. Більше 10 вірмен займають керівні посади в Єрусалимському муніципалітеті, зокрема заступник головного інженера міста. При цьому частина вірменської спільноти стурбована тим, що «Єврейський квартал, що має спільну стіну з Вірменським кварталом, збільшиться у зв'язку з тим, що кількість євреїв у Старому місті продовжує зростати, в той час як вірменське населення йде на спад». Згідно з The Economist, «мовчазний політичний консенсус серед вірмен полягає в тому, що Старе місто не повинне бути ні палестинським, ні ізраїльським, але швидше міжнародним 'простором', керованим представниками всіх трьох релігій… і захищеним Організацєю Об'єднаних Націй та іншими міжнародними органами».

## Пам'ятки та установи Вірменського кварталу
Комплекс Вірменського монастиря

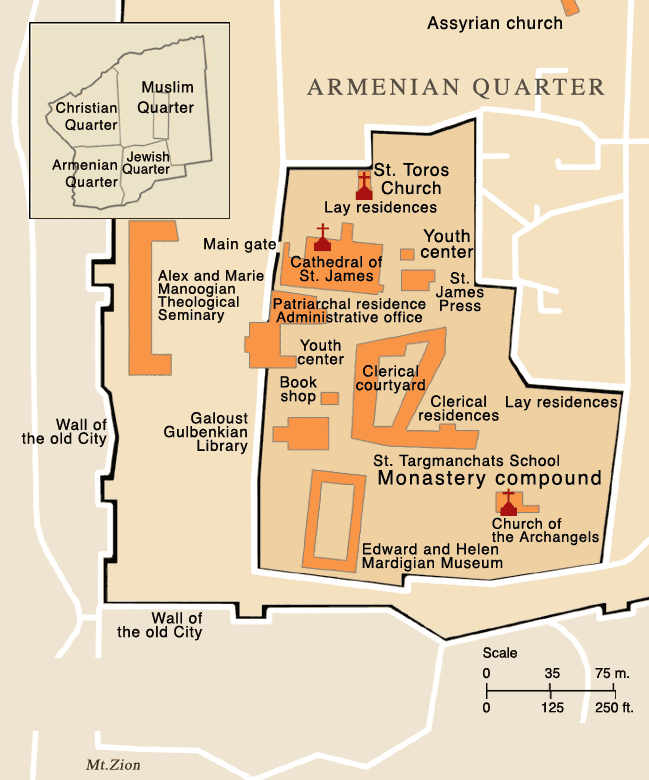
Детальна карта території монастиря (Патріархату).

- Будинок Вірменської патріархії Єрусалима
- Кафедральний собор святого Якова
- Церква св. Архангелів
- Церква св. Тороса
- Друкарня св. Якова (заснована 1833 року)[12]
- Семінарія Алекса і Марії Манугян
- Школа Таркманчац (св. Перекладачів) (близько 150 учнів)
- Музей Едуарда і Олени Мардіджіан
- Бібліотека Галуста Гульбенкяна (у зібранні близько 100000 книг)
- Сховище рукописів, що налічує 3890 вірменських рукописів, — що робить його другим за розмірами в світі, після Матенадарана в Єревані[50].

Інше
- Вежа Давида (Цитадель)[51]
- Монастир св. Марка (асирійський монастир з церквою ХІІ століття). Ассирійці поділяють «з вірменами спільну віру, до деякої міри, в монофізитські доктрини, і тому мали тенденцію до переваги проживання під 'парасолькою' більшої і сильнішої вірменської громади»[52].
- Монастир Маронітів
- Церква Олійного Дерева
- Монастир св. Хреста
- Сіонські ворота
- Площа Омара ібн Аль-Хаттаба

## Галерея

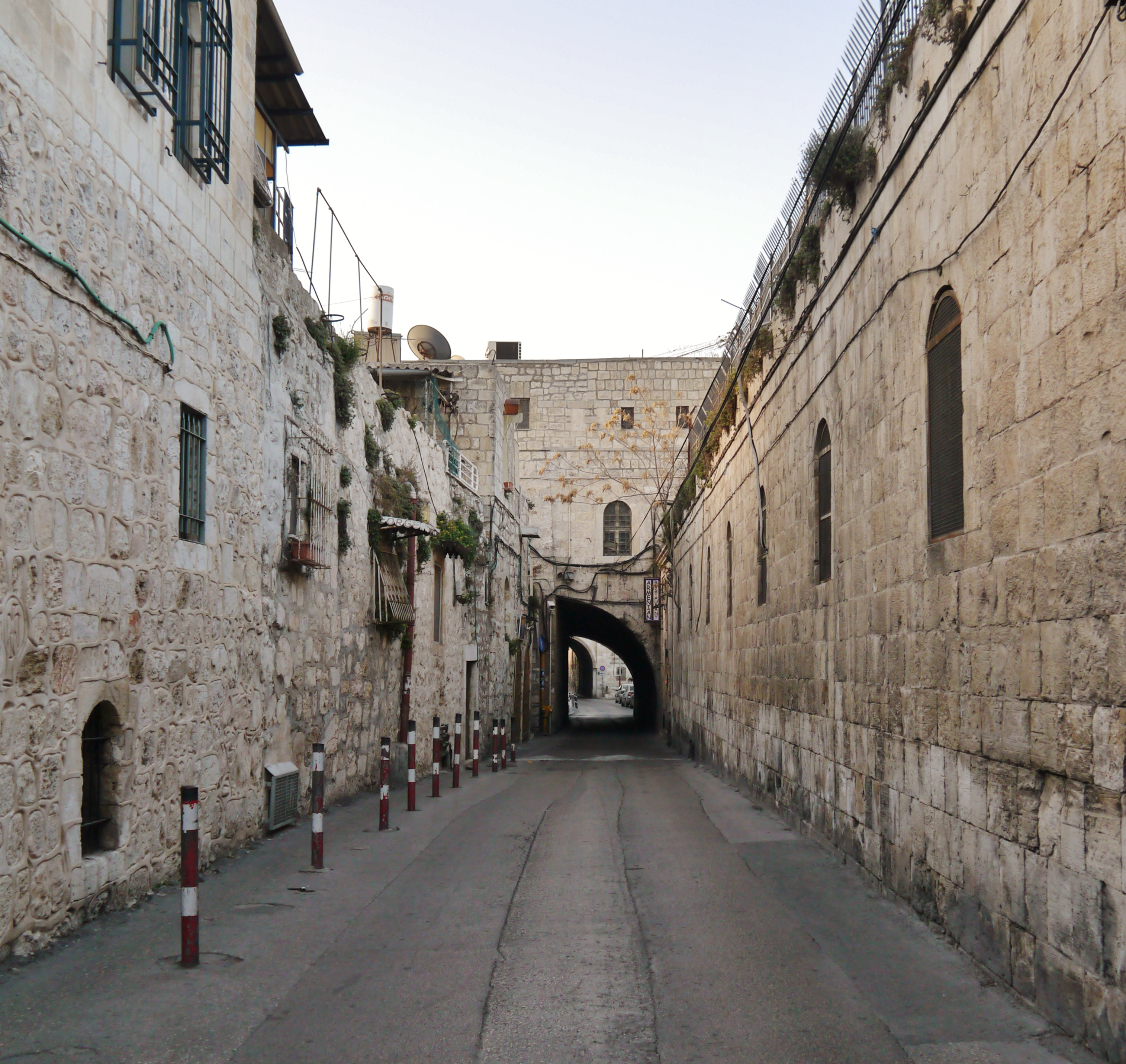
Вірменський квартал
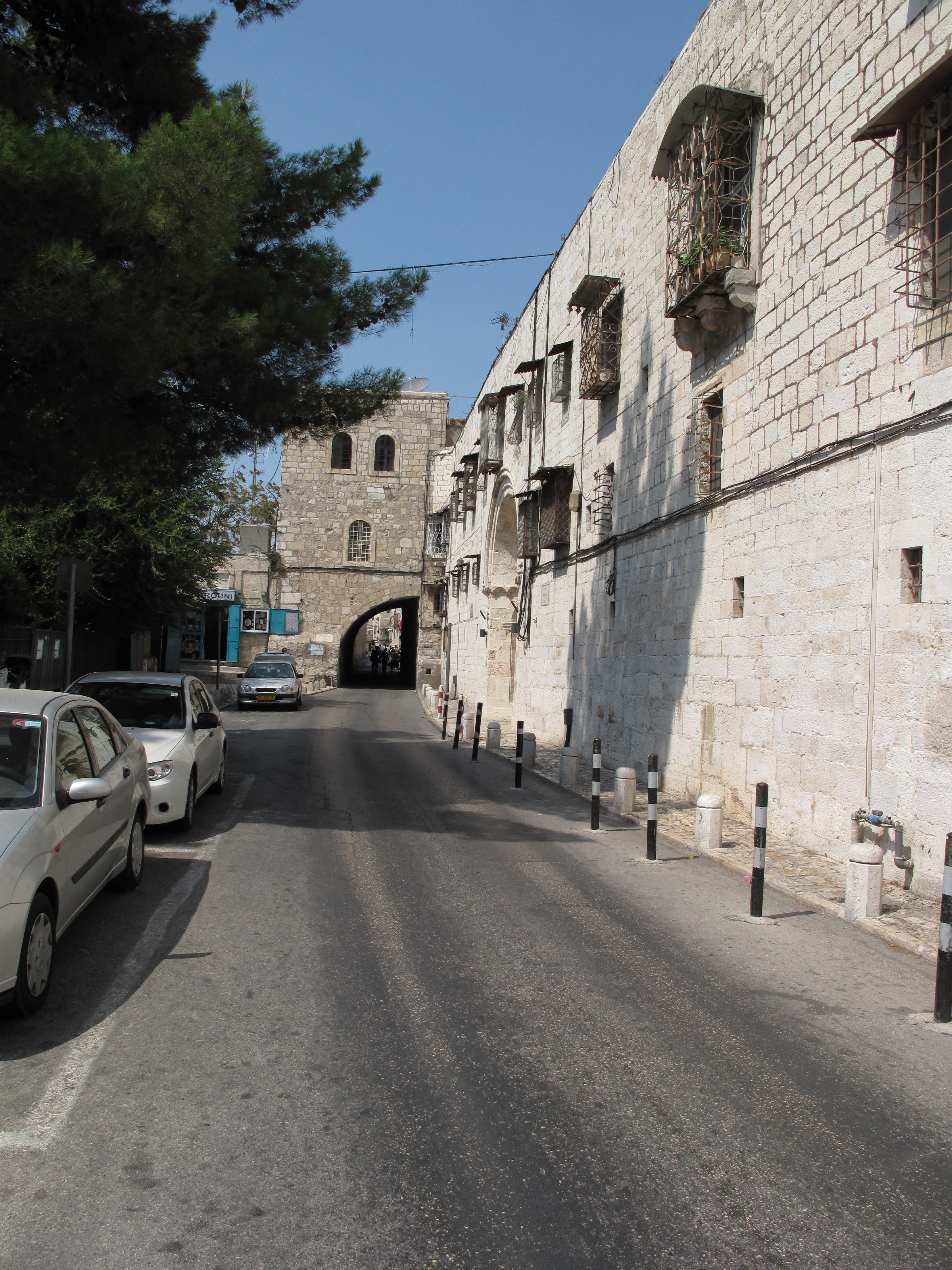
Вулиця Вірменського патріархату
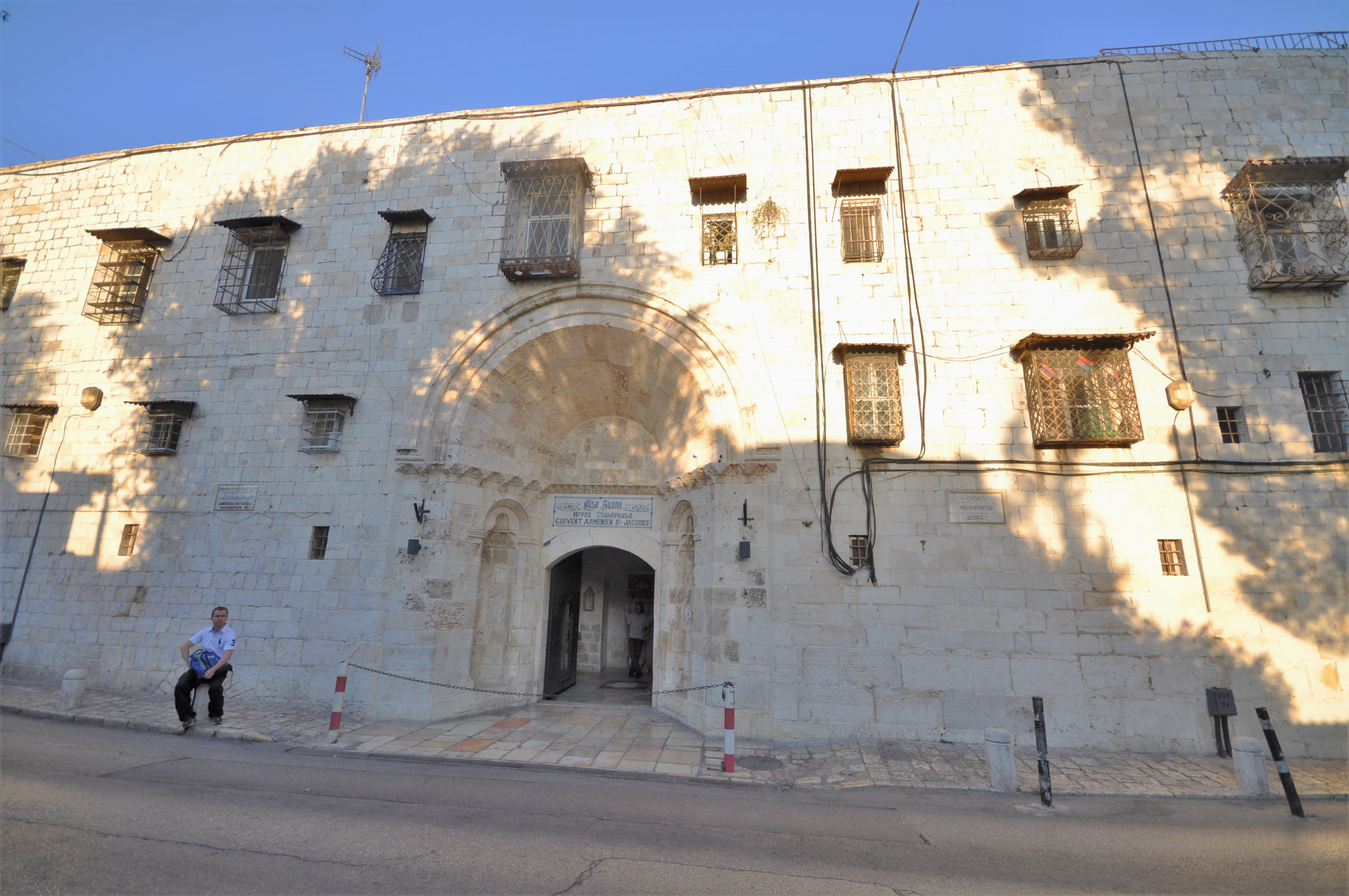
Монастир св. Якова
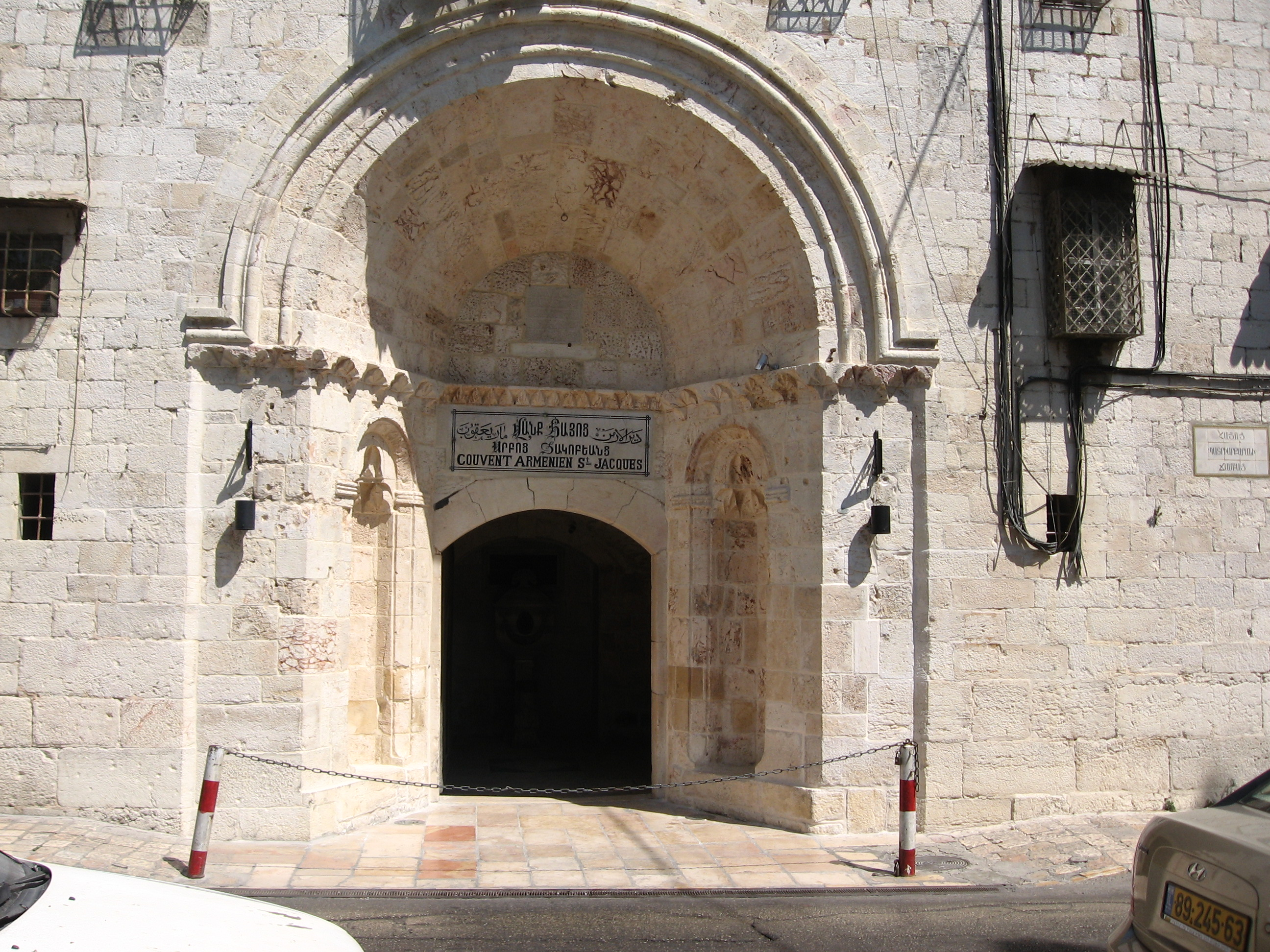
Вхід до монастиря
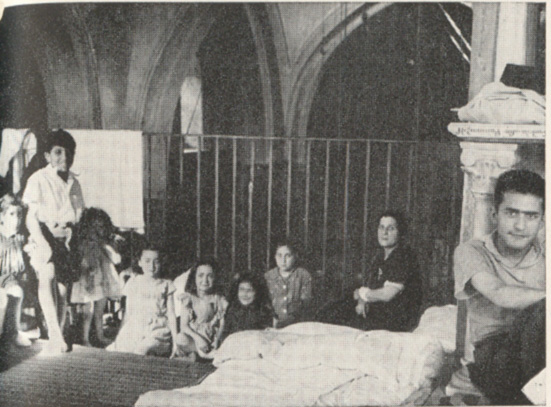
Вірменські біженці в монастирі св. Якова
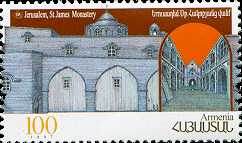
Вірменська марка 1997 року, яка зображує Вірменський квартал та монастир св. Якова